# Mięsień długi szyi

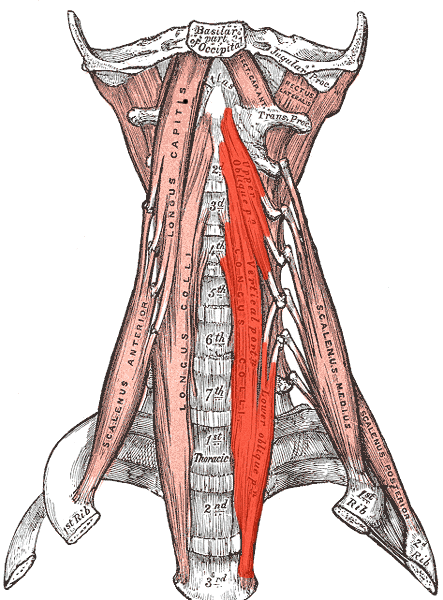
Mięsień długi szyi u człowieka oznaczony jaskrawym czerwonym

Mięsień długi szyi (łac. musculus longus colli) – mięsień kręgowców, zaliczany do mięśni podosiowych.
U ptaków wyróżnia się w jego miejsce dwa mięśnie: mięsień długi dobrzuszny szyi i mięsień długi dogrzbietowy szyi.
U ssaków mięsień ten bierze początek na trzonach i wyrostkach poprzecznych kręgów piersiowych i szyjnych. Traktuje się go jako dwa mięśnie tworzące razem kształt litery V albo jako jeden, nieparzysty mięsień o dwóch ramionach. Wyróżnia się część szyjną i piersiową tego mięśnia. Ogólnie część piersiowa składa się z włókien o kierunku przednio-bocznym (przy postawie czworonożnej) i zaczynać się może już od szóstego kręgu piersiowego, natomiast część szyjna składa się z włókien o kierunku tylno-bocznym (przy postawie czworonożnej) i sięgać może dogłowowo aż do guzka dobrzusznego kręgu szczytowego. Funkcją tego mięśnia jest zginanie szyi.
U konia jest to silny mięsień. Część piersiowa bierze u niego początek na trzonie szóstego kręgu piersiowego, a kończy się na wyrostku poprzecznym szóstego kręgu szyjnego. Części szyjne obu mięśni tworzą jedno ścięgno zakończone na guzku dobrzusznym kręgu szczytowego.
U świni część szyjna przyczepiona jest na kręgach szyjnych od drugiego do piątego, a u drapieżnych i bydła od trzeciego do siódmego.
U człowieka mięsień ten sięga w górę do kręgu szczytowego, a w dół do trzeciego kręgu piersiowego. Przy skurczu obustronnym zgina głowę do przodu, a przy jednostronnym w bok. Unerwiają go gałęzie splotu szyjnego i ramiennego (zobacz: mięsień długi szyi człowieka).